# Gran Premio de los Países Bajos de Motociclismo de 1966
El Gran Premio de los Países Bajos de Motociclismo de 1966 fue la cuarta prueba de la temporada 1966 del Campeonato Mundial de Motociclismo. El Gran Premio se disputó el 25 de junio de 1966 en el Circuito de Assen.

## Resultados 500cc
En 500cc, MV Agusta presentó en sociedad la nueva 500 cc de tres cilindros. De esta manera, Giacomo Agostini podría luchar con los Hondas en mejor condición. También tuvo la ayuda de una mal comienzo de Mike Hailwood. Posteriormente, hizo varias vueltas récord y quedó en tercer lugar después de la primera vuelta, después de tres vueltas ya lideraba la carrera y después de cuatro, accidentalmente cambió a la primera marcha en Strubben y terminó su carrera en las balas de paja. Su compañero Jim Redman tuvo que tomar la iniciativa para evitar que Agostini obtuviera demasiados puntos. Se mantuvo detrás de Agostini a 8 segundos, pero en la décima vuelta la diferencia tan solo era de 6 y en la duodécima ya lo tenía a rebufo. Al final, Redman terminó por delante de Agostini por tan solo dos segundos. František Šťastný quedó en tercer lugar con una Jawa-ČZ de 450 cc.

| Pos.    | Piloto             | Equipo    | Tiempo       | Pts. |
| ------- | ------------------ | --------- | ------------ | ---- |
| 1       | Jim Redman         | Honda     | 1h 04' 28" 6 | 8    |
| 2       | Giacomo Agostini   | MV Agusta | +2" 2        | 6    |
| 3       | František Št'astný | Jawa-ČZ   | +1 Vuelta    | 4    |
| 4       | John Cooper        | Norton    | +1 Vuelta    | 3    |
| 5       | Stuart Graham      | Matchless | +1 Vuelta    | 2    |
| 6       | Jack Findlay       | Matchless | +1 Vuelta    | 1    |
| 7       | Gyula Marsovszky   | Matchless | +1 Vuelta    |      |
| 8       | Fred Stevens       | Paton     | +1 Vuelta    |      |
| 9       | Jack Ahearn        | Norton    | +1 Vuelta    |      |
| 10      | Kel Carruthers     | Norton    | +1 Vuelta    |      |
| 11      | Gustav Havel       | Jawa-ČZ   | +1 Vuelta    |      |
| 12      | Dan Shorey         | Norton    | +1 Vuelta    |      |
| 13      | Karl Hoppe         | Matchless | +1 Vuelta    |      |
| 14      | Malcolm Stanton    | Norton    | +1 Vuelta    |      |
| 15      | Godfrey Nash       | Norton    | +1 Vuelta    |      |
| 16      | Rudolf Thalhammer  | Norton    | +1 Vuelta    |      |
| Ret     | Billie Nelson      | Norton    | Ret          |      |
| Ret     | Roger Beaumont     | Norton    | Ret          |      |
| Ret     | Bert Oosterhuis    | Norton    | Ret          |      |
| Ret     | Walter Scheimann   | Norton    | Ret          |      |
| Ret     | Ron Chandler       | Matchless | Ret          |      |
| Ret     | Lewis Young        | Matchless | Ret          |      |
| Ret     | Mike Hailwood      | Honda     | Ret          |      |
| Ret     | Chris Conn         | Norton    | Ret          |      |
| Fuente: |                    |           |              |      |

## Resultados 350cc
En 350 c.c., Mike Hailwood dejó en claro durante los entrenamientos que era el más rápido: condujo el 350cc-Honda RC 173 un segundo más rápido que su propia ronda récord de 1965 que había logrado con una 500cc-MV Agusta. Al final, los Yamahas de Phil Read y Bill Ivy ni siquiera salieron en carrera ni tampoco Jim Redman. Hailwood fue, por lo tanto, el único, en lluvia y viento, en la primera fila, Giacomo Agostini estaba detrás de él en la segunda fila. Hailwood comenzó como el más rápido y fue seguido por Derek Woodman con la MZ, Agostini y Renzo Pasolini (Aermacchi). Hailwood terminó con Agostini a 45.2 segundos por detrás y el resto al menos a una vuelta. Pasolini terminó en tercer lugar.
| Pos. | Piloto             | Moto      | Tiempo       | Pts. |
| ---- | ------------------ | --------- | ------------ | ---- |
| 1    | Mike Hailwood      | Honda     | 1h 09' 26" 4 | 8    |
| 2    | Giacomo Agostini   | MV Agusta | +45" 2       | 6    |
| 3    | Renzo Pasolini     | Aermacchi | +1 Vuelta    | 4    |
| 4    | Stuart Graham      | AJS       | +1 Vuelta    | 3    |
| 5    | Gustav Havel       | Jawa      | +1 Vuelta    | 2    |
| 6    | František Št'astný | Jawa      | +1 Vuelta    | 1    |
| 7    | Derek Woodman      | MZ        | +1 Vuelta    |      |
| 8    | John Cooper        | Norton    | +1 Vuelta    |      |
| 9    | Billie Nelson      | Norton    | +1 Vuelta    |      |
| 10   | Kel Carruthers     | Norton    | +2 Vueltas   |      |
| 11   | Malcolm Stanton    | Norton    | +2 Vueltas   |      |
| 12   | Gilberto Milani    | Aermacchi | +2 Vueltas   |      |
| 13   | Fred Stevens       | Paton     | +2 Vueltas   |      |
| 14   | František Boček    | ČZ        | +2 Vueltas   |      |
| 15   | Dan Shorey         | Norton    | +2 Vueltas   |      |
| 16   | Godfrey Nash       | Norton    | +2 Vueltas   |      |
| 17   | Roger Beaumont     | Norton    | +2 Vueltas   |      |
| Ret  | Giuseppe Visenzi   | Aermacchi | Ret          |      |

## Resultados 250cc
En el cuarto de litro, Mike Hailwood ganó la carrera con más de un minuto por delante de Phil Read y 1 minuto y 45 segundos sobre su compañero de equipo Jim Redman. Derek Woodman fue cuarto con MZ y detrás de él terminó un piloto desconocido de Yamaha: Bob Anderson, piloto de coches.
| Pos. | Piloto             | Moto      | Tiempo     | Pts. |
| ---- | ------------------ | --------- | ---------- | ---- |
| 1    | Mike Hailwood      | Honda     | 58' 35" 8  | 8    |
| 2    | Phil Read          | Yamaha    | +1' 19" 6  | 6    |
| 3    | Jim Redman         | Honda     | +1' 45"    | 4    |
| 4    | Derek Woodman      | MZ        | +1 Vuelta  | 3    |
| 5    | Bob Anderson       | Yamaha    | +1 Vuelta  | 2    |
| 6    | Tommy Robb         | Bultaco   | +1 Vuelta  | 1    |
| 7    | Gyula Marsovszky   | Bultaco   | +1 Vuelta  |      |
| 8    | František Št'astný | Jawa      | +1 Vuelta  |      |
| 9    | Kevin Cass         | Bultaco   | +1 Vuelta  |      |
| 10   | Eric Hinton        | Bultaco   | +1 Vuelta  |      |
| 11   | Bruce Beale        | Honda     | +1 Vuelta  |      |
| 12   | Graham Dickson     | Bultaco   | +1 Vuelta  |      |
| 13   | Jim Curry          | Honda     | +2 Vueltas |      |
| 14   | Angelo Bergamonti  | Paton     | +2 Vueltas |      |
| Ret  | Ginger Molloy      | Bultaco   | Ret        |      |
| Ret  | Akihiko Motohashi  | Yamaha    | Ret        |      |
| Ret  | Alberto Pagani     | Aermacchi | Ret        |      |
| Ret  | Renzo Pasolini     | Aermacchi | Ret        |      |
| Ret  | Heinz Rosner       | MZ        | Ret        |      |
| Ret  | Barry Smith        | Bultaco   | Ret        |      |
| Ret  | Giuseppe Visenzi   | Aermacchi | Ret        |      |

## Resultados 125cc
En 125cc, Mike Duff comenzó la carrera pero aún estaba lejos de estar en forma después de su fuerte caída en Japón en 1965. Se entrenó en la segunda fila donde Cees van Dongen (el conductor privado más rápido con la Honda CR 93) y Toshio Fujii con la Kawasaki. En la primera fila, estaban Luigi Taveri, Bill Ivy, Yoshimi Katayama, Phil Read, Hugh Anderson, Ralph Bryans y Frank Perris. Katayama fue el más rápido en la pista parcialmente mojada, pero fue superado por Read y Taveri en la primera vuelta. Después de la tercera, Ivy se encontró con Read y Taveri. Ralph Bryans ya se había detenido, probablemente para reemplazar bujías, y finalmente finalmente entró en boxes. Una gran batalla tuvo lugar entre Read y Taveri, que finalmente ganó Taveri. Se convirtió en segundo y Read tercero. Cees van Dongen siguió siendo el más rápido piloto privado con un octavo lugar en una vuelta.

| Pos. | Piloto                | Moto     | Tiempo     | Pts. |
| ---- | --------------------- | -------- | ---------- | ---- |
| 1    | Bill Ivy              | Yamaha   | 47' 30" 6  | 8    |
| 2    | Luigi Taveri          | Honda    | +2" 2      | 6    |
| 3    | Phil Read             | Yamaha   | +14" 9     | 4    |
| 4    | Hugh Anderson         | Suzuki   | +42" 3     | 3    |
| 5    | Akiyasu Motohashi     | Yamaha   | +2' 41" 4  | 2    |
| 6    | Mike Duff             | Yamaha   | +2' 48" 9  | 1    |
| 7    | Heinz Rosner          | MZ       | +3' 16" 8  |      |
| 8    | Cees van Dongen       | Honda    | +1 Vuelta  |      |
| 9    | Walter Scheimann      | Honda    | +1 Vuelta  |      |
| 10   | Lothar John           | Honda    | +1 Vuelta  |      |
| 11   | Jim Curry             | Honda    | +1 Vuelta  |      |
| 12   | Frank Perris          | Suzuki   | +1 Vuelta  |      |
| 13   | Jürgen Karrenberg     | Bultaco  | +1 Vuelta  |      |
| 14   | Han Leenheer          | Honda    | +1 Vuelta  |      |
| 15   | Lous van Rijswijk jr. | Bultaco  | +2 Vueltas |      |
| Ret  | Eric Hinton           | Bultaco  | Ret        |      |
| Ret  | Toshio Fujii          | Kawasaki | Ret        |      |
| Ret  | Ginger Molloy         | Bultaco  | Ret        |      |
| Ret  | Kevin Cass            | Bultaco  | Ret        |      |
| Ret  | Graham Dickson        | Bultaco  | Ret        |      |
| Ret  | Rex Avery             | AMC      | Ret        |      |
| Ret  | Yoshimi Katayama      | Kawasaki | Ret        |      |
| Ret  | Ralph Bryans          | Honda    | Ret        |      |

## Resultados 50cc
Hugh Anderson comenzó en Assen como el más rápido, mientras que Martin Mijwaart tuvo problemas importantes con su Jamathi. Después de la primera vuelta, Anderson lideró, seguido por Ralph Bryans, Luigi Taveri y el piloto de Suzuki Yoshimi Katayama. 24 segundos detrás de Katayama llegó Isao Morishita con la debutante Bridgestone. Esa nueva marca, que utilizaba motores de dos cilindros de 50cc, también había contratado a Jack Findlay y Steve Murray. Anderson, al igual que Hans-Georg Anscheidt, retrocedió rápidamente y la batalla por el liderazgo estuvo entre Bryans y Taveri. Al final, Taveri ganó, Bryans segundo y Anderson tercero.
| Pos. | Piloto               | Moto        | Tiempo    | Pts. |
| ---- | -------------------- | ----------- | --------- | ---- |
| 1    | Luigi Taveri         | Honda       | 29' 38" 2 | 8    |
| 2    | Ralph Bryans         | Honda       | +0" 3     | 6    |
| 3    | Hugh Anderson        | Suzuki      | +12" 4    | 4    |
| 4    | Hans-Georg Anscheidt | Suzuki      | +35" 6    | 3    |
| 5    | Yoshimi Katayama     | Suzuki      | +40" 8    | 2    |
| 6    | Isao Morishita       | Bridgestone | +1' 28" 8 | 1    |
| 7    | Ernst Degner         | Suzuki      | +2' 45" 6 |      |
| 8    | Jack Findlay         | Bridgestone | +3' 51" 4 |      |
| 9    | Martin Mijwaart      | Jamathi     | +1 Vuelta |      |